# Conoclinium coelestinum
Conoclinium coelestinum là một loài thực vật có hoa trong họ Cúc. Loài này được (L.) DC. mô tả khoa học đầu tiên năm 1836.